# Берецька сільська рада
Бере́цька сільська́ ра́да — адміністративно-територіальна одиниця та орган місцевого самоврядування в Первомайському районі Харківської області. Адміністративний центр — село Берека.

## Загальні відомості
Берецька сільська рада утворена в 1918 році.
- Територія ради: 89,65 км²
- Населення ради: 1 725 осіб (станом на 2001 рік)
- Територією ради протікає річка Берека.

## Населені пункти
Сільській раді підпорядковані населені пункти:
- с. Берека
- с-ще Трійчате

## Склад ради
Рада складається з 14 депутатів та голови.
- Голова ради: Панов Микола Олексійович

### Керівний склад попередніх скликань
| Прізвище, ім'я, по батькові | Основні відомості                                                         | Дата обрання | Дата звільнення |
| --------------------------- | ------------------------------------------------------------------------- | ------------ | --------------- |
| Панов Микола Олексійович    | Сільський голова, 1954 року народження, освіта вища                       | 26.03.2006   | 31.10.2010      |
| Панов Микола Олексійович    | Сільський голова, 1954 року народження, освіта вища, член Партії регіонів | 31.10.2010   |                 |

Примітка: таблиця складена за даними сайту Верховної Ради України

### Депутати
За результатами місцевих виборів 2010 року депутатами ради стали:

#### За суб'єктами висування
| Суб'єкт висування                                       | Кількість обраних депутатів | %    |
| ------------------------------------------------------- | --------------------------- | ---- |
| Партія регіонів                                         | 13                          | 81,3 |
| Політична партія Всеукраїнське об'єднання «Батьківщина» | 1                           | 6,3  |
| Самовисування                                           | 1                           | 6,3  |
| Соціалістична партія України                            | 1                           | 6,3  |

#### За округами
| № округу                                                | Прізвище, ім'я, по батькові   | Дата визнання обраним | Освіта  | Партійна приналежність                        | Відомості про обраного депутата                                             |
| ------------------------------------------------------- | ----------------------------- | --------------------- | ------- | --------------------------------------------- | --------------------------------------------------------------------------- |
| Партія регіонів                                         |                               |                       |         |                                               |                                                                             |
| 2                                                       | Струкова Любов Михайлівна     | 01.11.2010            | вища    | член Партії регіонів                          | Берецька загальноосвітня школа І-ІІІ ст., вчитель                           |
| 4                                                       | Лактіонова Наталія Олексіївна | 01.11.2010            | вища    | член Партії регіонів                          | Берецька амбулаторія, медсестра                                             |
| 5                                                       | Кобелєв Роман Анатолійович    | 01.11.2010            | середня | член Партії регіонів                          | ФГ «Кобелєв Р. А.», голова фермерського господарства                        |
| 6                                                       | Авдєєва Ніна Олексіївна       | 01.11.2010            | вища    | член Партії регіонів                          | Берецька сільська рада, спеціаліст 2 категорії                              |
| 7                                                       | Кобелєва Тетяна Вікторівна    | 01.11.2010            | вища    | член Партії регіонів                          | Берецька сільська рада, секретар                                            |
| 8                                                       | Золотухін Віктор Леонтійович  | 01.11.2010            | вища    | член Партії регіонів                          | Фермерське г-во «Золотухін В. Л.», голова фермерського господарства         |
| 9                                                       | Жадько Олена Вікторівна       | 30.09.2012            | вища    | член Партії регіонів                          | Берецька сільська рада, спеціаліст ІІ категорії                             |
| 10                                                      | Щербина Володимир Єгорович    | 01.11.2010            | середня | позапартійний                                 | Фермерське господарство «Щербина В. Є.», голова фермерського господарства   |
| 12                                                      | Кригін Володимир Васильович   | 01.11.2010            | вища    | позапартійний                                 | П/п «Ковчег», директор                                                      |
| 13                                                      | Никоненко Лариса Михайлівна   | 01.11.2010            | вища    | член Партії регіонів                          | Берецька сільська рада, головний бухгалтер                                  |
| 14                                                      | Умріхіна Людмила Василівна    | 01.11.2010            | вища    | член Партії регіонів                          | Фермерське господарство"Умріхін Ю. М.", гол.бухгалтер                       |
| 15                                                      | Зубкова Любов Володимирівна   | 28.08.2011            | вища    | член Партії регіонів                          | Первомайська РДА управління агропромислового розвитку, начальник управління |
| 16                                                      | Титаренко Зоя Вікторівна      | 01.11.2010            | вища    | член Партії регіонів                          | приватний підприємець                                                       |
| Політична партія Всеукраїнське об'єднання «Батьківщина» |                               |                       |         |                                               |                                                                             |
| 1                                                       | Павленко Надія Михайлівна     | 01.11.2010            | вища    | член Всеукраїнського об'єднання «Батьківщина» | пенсіонер                                                                   |
| Соціалістична партія України                            |                               |                       |         |                                               |                                                                             |
| 3                                                       | Кригін Олександр Михайлович   | 01.11.2010            | середня | член Соціалістичної партії України            | Берецька амбулаторя, водій                                                  |
| Самовисування                                           |                               |                       |         |                                               |                                                                             |
| 11                                                      | Умріхін Юрій Миколайович      | 01.11.2010            | вища    | позапартійний                                 | Фермерське господарство «Умріхін Ю. М.», голова фермерського господарства   |